# Lutzomyia schreiberi
Lutzomyia schreiberi är en tvåvingeart som beskrevs av Martins A. V., Falcão A. L., Silva J. E. 1975. Lutzomyia schreiberi ingår i släktet Lutzomyia och familjen fjärilsmyggor. Inga underarter finns listade i Catalogue of Life.